# Jeannette Silfverstolpe
Johanna (Jeannette) Sofia Fredrika Silfverstolpe, född 1 juli 1808 i Åbo, död 18 januari 1869 i Stockholm, var en svensk friherrinna och tecknare. 
Hon var dotter till geheimerådet friherre Knut von Troil och Johanna Margareta Groen och från 1837 gift med generallöjtnanten David Ludvig Silfverstolpe. Hon finns representerad med teckningen Målarkonstens ursprung i Christian Eichhorns samling.